# تیم ملی بسکتبال اسرائیل
تیم ملی بسکتبال اسرائیل ( عبری: נבחרת ישראל בכדורסל‎ ) نماینده اسرائیل در مسابقات بین‌المللی بسکتبال است . این تیم توسط فدراسیون بسکتبال این کشور اداره می شود.